# Martinovkai járás
A Martinovkai járás (oroszul: Мартыновский муниципальный район) Oroszország egyik járása a Rosztovi területen. Székhelye Bolsaja Martinovka.

## Népesség
- 1989-ben 33 684 lakosa volt.
- 2002-ben 40 499 lakosa volt.
- 2010-ben 36 545 lakosa volt, melyből 23 473 orosz, 7 672 török, 1 189 ukrán, 461 örmény, 424 fehérorosz, 416 azeri, 298 cigány, 203 komi, 160 dargin, 156 csecsen, 130 avar, 100 moldáv, 100 mordvin, 97 udmurt, 90 tatár, 85 mari, 67 német, 57 csuvas, 54 koreai, 45 grúz, 35 kurd, 32 üzbég, 25 lezg stb.